# Cessna 208 Caravan
Cessna 208 Caravan (приетото на български – Чесна 208 Караван, по-правилно наименование – Сесна [ˈsesnə] 208 Караван) е лек едномоторен многоцелев самолет с турбовитлов двигател. Произвежда се в САЩ от фирмата Cessna.

## Предназначение
Cessna 208 Caravan е предназначен за извършване на регионални полети с пътници и товари. Разполага с девет места за пътници, но може да се трансформира за превоз на четиринадесет пътника. С разработения за този самолет нестандартен багажен отсек поставен под фюзелажа на самолета с формата на обтекаем паралелепипед, може удобно да се транспортират багажи и товари. В товарен вариант самолетът има разширен люк за извършването на такива превози (feederliner). В редица страни се използва и за военни цели – предимно като транспорт, за десантни операции с парашутисти или за спасителни и санитарни цели. Характерен е с висока устойчивост при много широк диапазон от скорости по време на полет. Излита и се приземява на бетонни, асфалтови и затревени летища. Устройствата за излитане и кацане може да се сменят със ски или поплавъци и така да се обслужват заснежени или водни летателни площадки.
В САЩ Cessna 208 се използва от голям брой предприятия и от държавни организации, обслужващи полицията, санитарната авиация, за пътнически транспорт или чартърни въздушни линии, за транспорт на товари и обучение по парашутизъм или провеждане на спасителни и други операции с парашутисти. Федералната авиационна администрация, като основен оператор на Cessna 208, разполага с над 250 такива въздухоплавателни средства.

## Конструкция
Cessna 208 е целометалически едномоторен моноплан високоплан с турбовитлов двигател. Колесникът е неприбираем по триопорна схема с носово колело. Произвежда се в пътнически и товарен вариант. От 28 април 2008 г. кокпитът се оборудва с модерен полетно-навигационен прибор тип Garmin G1000.

## Полетно-технически характеристики на Cessna 208B Super Cargomaster

### Технические характеристики
- Екипаж – 1 пилот[3]
- Пътници – от 9 до 14 пътника
- Дължина – 12,67 m
- Разпереност – 15,88 m
- Височина – 4,32 m
- Площ на крилата – 26 m2
- Маса празен – 2073 kg
- Маса – максимална полетна  – 3970 kg
- Двигател – 1× Pratt & Whitney PT6A-114A турбовитлов
- Мощност – 505 kW/675 hp
- Въздушен винт – Hartzell – 3 лопатен с променлива стъпка

### Полетни характеристики
- Скорост крайцерска  – 317 km/h
- Практическа далечина на полета – 2000 km
- Скороподемност – 235 m/min

## Галерия
- Товарен отсек за карго превози на Cessna 208B Grand Caravan
- Демонстрация в завода на багажния отсек на Cessna 208B Grand Caravan („Sure Thing“)
- Кокпит на самолет с полетно-навигационен прибор Garmin G1000
- Cessna 208B на Asahi Airlines